# كورونا شروتر
كورونا شروتر (بالألمانية: Corona Schröter)‏ هي كاتبة أغاني وملحنة ومغنية وممثلة ألمانية، ولدت في 14 يناير 1751 في غوبن في ألمانيا، وتوفيت في 23 أغسطس 1802 في إلميناو في ألمانيا بسبب سل.

## وصلات خارجية
- كورونا شروتر على موقع ميوزك برينز (الإنجليزية)